# Swoszowice (powiat kazimierski)
Swoszowice – wieś w Polsce położona w województwie świętokrzyskim, w powiecie kazimierskim, w gminie Czarnocin.
| SIMC    | Nazwa      | Rodzaj                          |
| ------- | ---------- | ------------------------------- |
| 0236228 | Parcelacja | część wsi (zniesiona w 2023 r.) |

W latach 1975–1998 miejscowość administracyjnie należała do województwa kieleckiego.

## Historia
Według Jana Długosza w XV w. wieś była własnością Swoszowskiego herbu Gryf. Miała 1 łan, który w połowie należał do Pawła Swoszowskiego, a w drugiej połowie do miejscowych kmieci. Dziesięcina snopowa o wartości 1 seksageny oddawana była scholasterii wiślickiej. Z pozostałych ról dziesięcina szła na św. Jakuba, na Kazimierzu w Krakowie.
Według rejestru poborowego powiatu wiślickiego z 1579 r. właściciel wsi Hieronim Konarski płacił od 6 osadników, 4 łanów, 4 zagrodników z rolą, 1 komornika i 5 biednych.
W 1827 r. wieś miała 15 domów i 125 mieszkańców.